# Foco (geometría)

El punto F es un punto focal para la elipse roja, la parábola verde y la hipérbola azul

En geometría el foco de una curva o de una superficie es un punto singular, por lo general no perteneciente a ella, respecto del cual se mantienen constantes determinadas distancias relacionadas con todos los puntos de la misma. Una figura puede tener asociados más de un foco.

## Foco de una circunferencia
El foco de la circunferencia es su centro. Respecto del mismo, todos los puntos se encuentran a la misma distancia.

## Focos de una elipse
Los focos de la elipse son dos puntos. Respecto de ellos la suma de las distancias a cualquier otro punto de la elipse es constante.

## Foco de una parábola
El foco de la parábola es un punto. Respecto del foco, cada punto de la parábola posee la misma distancia hasta una recta llamada directriz.
{\displaystyle f(h+p,k)\,} cuando la parábola va hacia la derecha e izquierda para darle mejor longitud.

## Focos de una hipérbola
Los focos de la hipérbola son dos puntos. Respecto de ellos, permanecen constante la diferencia de distancias (en valor absoluto) a cualquier punto de dicha hipérbola.